# Qisas
Qisas eller Qiṣāṣ (arabiska: قصاص) är en islamisk religiös term som ordagrant betyder "hämnd" eller "avräkning", och som i regel översätts med "blodshämnd".
Qisas är ett juridiskt begrepp som följer av principen om lex talionis (talionprincipen "Öga för öga") vilken tidigare föreskrivits i Hammurabis lagar och i Gamla Testamentet. När det gäller mord, innebär qisas rätten för mordoffrets arvingar att kräva mördarens avrättning.
Koranen (5:45) nämner principen "Öga för öga" och manar även i samma vers, liksom Jesus i sin förkunnelse, till förlåtelse, i motsats till Moseböckerna.
Qisas tillämpas idag av en rad stater som tillämpar sharia, däribland Saudiarabien, Iran, Somalia och Pakistan.
2009 fick qisas uppmärksamhet i västerländska media när Ameneh Bahrami, en iransk kvinna som fallit offer för en syraattack som gjort henne blind, krävde att hennes angripare Majid Movahhedi skulle få ögonen bortopererade.